# Marina Logvinenko
Marina Logvinenko, també coneguda com a Marina Dobrancheva-Logvinenko o Marina Dobrancheva, (en rus: Марина Логвиненко o Марина Добранчева-Логвиненко) (Shakhty, Unió Soviètica 1961) és una tiradora russa, ja retirada, guanyadora de cinc medalles olímpiques.

## Biografia
Va néixer l'1 de setembre de 1961 a la ciutat de Shakhty, població situada a l'óblast de Rostov, que en aquells moments formava part de la Unió Soviètica i que avui en dia forma part de Rússia.
Va participar, als 27 anys, en els Jocs Olímpics d'Estiu de 1988 celebrats a Seül (Corea del Sud), on en representació de la Unió Soviètica aconseguí guanyar la medalla de bronze en la prova de pistola d'aire (10 metres), a més de finalitzar vuitena en la prova de pistola ràpida (25 metres). En els Jocs Olímpics d'Estiu de 1992 celebrats a Barcelona (Catalunya), i en representació de l'Equip Unificat, aconseguí guanyar dues medalles d'or en les proves que disputà: pistola d'aire (10 metres) i pistola ràpida (25 metres). En els Jocs Olímpics d'Estiu de 1996 realitzats a Atlanta (Estats Units), i en aquesta ocasió en representació de Rússia, aconseguí guanyar dues noves medalles: la medalla de plata en la prova de pistola d'aire (10 metres) i la medalla de bronze en la prova de pistola ràpida (25 metres). Va participar en els Jocs Olímpics d'Estiu del 2000 realitzats a Sydney (Austràlia), finalitzant novena en la prova de pistola ràpida (25 metres).
Al llarg de la seva carrera ha guanyat 19 medalles en el Campionat del Món de tir, 32 medalles Campionat Europa.